# Ringedalsvatnet
Ringedalsvatnet er en 4,6 km² stor sø som ligger i Odda kommune i Vestland fylke i Norge.
Søen er opdæmmet af Ringedalsdæmningen, der blev bygget i årene 1910–1918 som en del af Tyssedal Kraftanlegg, og er nu reservoir for Oksla kraftverk, som åbnede i 1980.